# Kinderkorting
Kinderkorting was vóór 2008 een heffingskorting, een korting op het betalen van de Nederlandse inkomstenbelasting. Hierdoor hoefde dus minder belasting betaald te worden. In 2008 was er in plaats hiervan de kindertoeslag, en sinds 2009 is er het kindgebonden budget.
De regeling was als volgt:
Er ontstaat recht op kinderkorting indien:
- er voor meer dan zes maanden een kind tot het huishouden van de belastingplichtige behoort en deze op 31 december 2006 (voor jaar 2007) jonger is dan 18 jaar;
- het kind is tijdens die periode op het woonadres van de belastingplichtige of dat van zijn partner ingeschreven. Ook dient het kind in belangrijke mate te onderhouden (ongeveer € 386,--).
- het verzamelinkomen van de belastingplichtige en zijn partner mag bovendien niet hoger zijn dan € 45.309,--.

Of er over eerdere jaren recht bestond op kinderkorting was onder andere afhankelijk van het verzamelinkomen. Hoe hoger het inkomen van de belastingplichtige en mogelijk van de fiscaal partner, des te lager de kinderkorting werd.
De kinderkorting was nog over voorgaande jaren aan te vragen door over die jaren aangifte te doen.
Kinderkorting · Combinatiekorting · Aanvullende combinatiekorting · Alleenstaande-ouderkorting · Ouderenkorting · Aanvullende ouderenkorting · Jonggehandicaptenkorting · Levensloopverlofkorting · Korting voor groene beleggingen